# Месяц, Вадим Геннадиевич
Ва́дим Генна́диевич Ме́сяц (род. 1964, Томск) — российский поэт, прозаик и переводчик, руководитель издательского проекта «Русский Гулливер».

## Биография
Родился в 1964 г. в Томске в семье физика академика Г. А. Месяца, окончил Томский государственный университет, кандидат физико-математических наук.
С 1992 до 2006 год жил в США. Координатор русско-американской культурной программы при Steven’s Institute of Technology (Хобокен, штат Нью-Джерси). Инициировал проведение восьми литературных фестивалей в Америке и России. Редактировал «Антологию современной американской поэзии» (совместно с А. Драгомощенко, 1996) и антологию современной русской поэзии «Crossing Centuries: The New Generation in Russian Poetry» (совместно с Джоном Хаем и другими, 2000). Переводил поэзию с английского (Дилан Томас, Эдвард Фостер, Эл Янг и др.). Публикует стихи с 1987 г., прозу с 1988 г.
Лауреат американской премии New Voices in Poetry and Prose (1991), Демидовской премии (1997, за вклад в русско-американское культурное сотрудничество), премии им. П. П. Бажова (2002, роман «Лечение электричеством»), Бунинской премии (2005, книга рассказов «Вок-вок»); финалист премии «Русский Букер» (2002, роман «Лечение электричеством»). Лауреат премии «ЛитератуРРентген» в номинации «Фиксаж» (2011, за культуртрегерскую деятельность), премии Союза российских писателей (2011, за книгу стихов «Цыганский хлеб»), «Отметина Давида Бурлюка» (2013, за вклад в развитие русского авангарда), шорт-лист премии «Нонконформизм» (2017-18гг), финалист «Осень Кинофест 2018», лонг-лист премий «Ясная Поляна» и «Большая книга» за роман «Дядя Джо» (2020), премия журнала «Урал» за публикацию стихов (2021).
Творчество высоко оценено Иосифом Бродским (Литературная газета. — 1993. — № 4) [1], Михаилом Гаспаровым (предисловие к сборнику рассказов «Вок-вок»[2], Вячеславом Вс. Ивановым (предисловие к книге стихов «Норумбега: головы предков»[3]), Александром Зиновьевым (рекомендация в Союз писателей Москвы).
Член союза Российских писателей, Союза писателей Москвы, Международной федерации русских писателей (Мюнхен), Нью-Йоркского отделения ПЕН клуба «Писателей в эмиграции», «Международного ПЕН-центра» (Москва), председатель комиссии «Центра современной литературы» при научном совете РАН.
Стихи и проза переведены на английский, немецкий, итальянский, французский, латышский, румынский, белорусский, польский и испанский языки.
В 2004 году организовал «Центр современной литературы» в Москве и издательский проект «Русский Гулливер». С 2012 года Центр современной литературы и «Русский Гулливер» издают ежеквартальный литературный журнал «Гвидеон» с видеоприложением в сети.
В 2009 году награждён французским орденом «За заслуги»
Осенью 2010 вместе с Дарлин Реддауэй провёл международный фестиваль «Парщиковские чтения» памяти поэта А. Парщикова, одного из основателей «Русского Гулливера», в Санкт-Петербурге и Москве. В октябре 2011 собрал мемориальную конференцию в Steven’s college, посвященную ушедшим участникам русско-американской культурной программы: Нины Искренко, Сергея Курехина, Дмитрия А. Пригова, Алексея Парщикова, Елены Шварц.
С момента основания литературной премии им. О. Генри «Дары волхвов» (2010) вошёл в состав её жюри. Член жюри премии «Дебют» в поэтической номинации (2011), председатель Волошинского конкурса по видеопоэзии (2011—2013) и т. д. В 2014 году учредил литературную Премию «Русского Гулливера», является её куратором. В 2018-м году вошел в жюри литературной премии Myprize для поэтов старше 35 лет , организованной поэтом и культурологом Даной Курской.

## Книги
- Календарь вспоминальщика. — М.: Советский писатель, 1992.
- Ветер с конфетной фабрики: повесть. — М.: Былина, 1993.
- Когда нам станет весело и светло. — М.: Былина, 1994.
- Современная американская поэзия. — Екатеринбург: Наука, 1996.

Соредактор и переводчик.
- Високосный день. — Печора пресс, 1996.
- Выход к морю: стихи. — М.: МИКО, 1996.
- A Guest in the Homeland: Selected Writings. — Talisman Publishers, 1997.
- Selected Poems. — Brown University, 1998.
- The New Generation in Russian Poetry. — Jersey City: Talisman House Publishers, 2000.

Co-editor.
- Crossing centuries: new generation in Russian poetry. — Jersey City: Talisman House Publishers, 2000.

Co-editor.
- Час приземления птиц: сборник стихотворений. — М.: МАИК «Наука/Интерпериодика», 2000.
- Лечение электричеством: роман. — М.: ТЕРРА, 2002.
- Кодекс Запада, Битники: стихотворения. — Наука, 2003.

Составитель и переводчик книги Э. Фостера.
- Вок-вок: рассказы. — М.: Новое литературное обозрение, 2004.
- Правила Марко Поло. — М.: Emergency Exit, 2006.
- Elviento que sopla de la fabrica de bomdbones. — Madrid: Ediciones hispano eslavas, 2006.
- Не приходи вовремя: стихи. — М.: Изд-во Р. Элинина, 2006.
- Безумный рыбак: книга стихотворений. — М.: Русский Гулливер; Центр современной литературы, 2008.
- Цыганский хлеб: стихи. — М.: Водолей, 2009.
- Норумбега: Головы предков. — М.: Новое Литературное Обозрение, 2011.
- Поэзия действия: Опыт преодоления литературы: сборник статей и эссе — М.: Центр современной литературы, 2011.
- Имперский романсеро : сборник стихотворений. — М.: Водолей, 2012.
- Второй концерт Рахманинова как национальная идея: сборник статей и эссе. — М.: Центр современной литературы, 2013.
- Стихи четырнадцатого года: стихи. — М.: Водолей, 2015.
- О Теме и Варе на воздушном шаре: сказка для детей. — М.: Русский Гулливер, 2015.
- Мифы о Хельвиге: стихи. — М.: Рипол-классик, 2016.
- Стриптиз на 115-й дороге: рассказы. — ((М.)): Эксмо, 2017.
- Тщетный завтрак: стихи. — М.: Водолей, 2018.
- Искушение архангела Гройса: роман. — ((М.)): Эксмо, 2018.
- 500 сонетов к Леруа Мерлен: стихи. — М.: Quilp-press, 2019.
- Дядя Джо. Роман с Бродским: роман. — М.: Русский Гулливер, 2020.
- Пани Малгожата: стихи. — М. Quilр-press, 2021.
- Уайнхаус: стихи. - М.Quilp press, 2022.
- Книга отца и сына. Последние битники: роман. — М. Русский Гулливер, 2023.
- Убеги из Москвы: стихи. — М. Русский Гулливер, 2023

## Отзывы о творчестве
Вадим Месяц — неутомимый экспериментатор в русской литературе, полистилист, которому подвластны разнообразные творческие задачи. Каждая его новая книга неожиданна по жанру и исполнению. Это человек планетарного голоса, который пишет на русском языке. Дружба со многими выдающимися поэтами оказала влияние на творческие поиски Вадима Месяца. И эти поиски у него никогда не заканчиваются.
Александр Карпенко.